# 雷吉·道格拉斯
雷吉·道格拉斯（英語：Reg Douglas，1930年4月19日—），新西兰男子赛艇运动员。他曾代表新西兰参加1954年和1958年大英帝国和英联邦运动会赛艇比赛，获得二枚金牌和一枚银牌。